# DAC 112 UDM
DAC 112UDM este un model de autobuz urban, produs între anii 1979 și 2000 de uzinele Rocar București, pe atunci denumite Autobuzul (în ciuda denumirii DAC folosită și de producătorul de autocamioane din Brașov). Grupul de litere ,,UD" este un acronim pentru ,,Urban Diesel", iar numărul 112 codifică prima serie de vehicule de 12 metri produsă de fabrică.
În perioada cât a fost produs, autobuzul a purtat mai multe denumiri: DAC 112 UDM (cât timp fabrica s-a numit Autobuzul) și Rocar 112 UDM (începând cu 1993, odată cu schimbarea denumirii fabricii în Rocar București).
De-alungul celor 21 ani de producție, autobuzul a suferit unele modificări, însă acestea au fost de mică amploare.

## Date tehnice
Lungimea: 11400 mm
Lățimea: 2500 mm
Înălțimea: 3040 mm
Înălțimea podelei: 930 mm
Ecartament față: 2068 mm
Ecartament mijloc: 1761 mm
Ecartament spate: 2068 mm
Ampatament: 5650 mm
Raza minimă de viraj: 12 m
Masa proprie: 12500 kg
Sarcina utilă: 10500 kg
Masa totală: 23000 kg
Locuri pe scaune: 24-28
Capacitatea de transport la 8,5 căl/m2: 100
Număr uși: 3
Tipul motorului: Diesel orizontal, 4 timpi
Motor: D 2156 HM 6U RABA-MAN / D 2156 HM 81U Autocamioane Brașov / D 2156 MT 85 turbo-diesel Autocamioane Brașov
Puterea: 192 CP / 192 CP / 240 CP
Cuplu maxim/turație: 71/1300
Turația maximă: 2100 rot/min
Cutia de viteze: hidramată / mecanică cu 4 trepte / mecanică cu 5 trepte
Dimensiuni anvelope: 1100 * 20
Număr anvelope: 6
Viteza maximă: 65 km/h

## Prima generație
Prima generație de autobuze Dac 117 UD (1979-1987) se remarca prin prezența mai multor particularități:
-prezența semnalizatoarelor pe colțuri (nu pe bot) și absența semnalizatoarelor din zona ușii 1
-prezența stopurilor dreptunghiulare
-prezența suportului pentru numărul de înmatriculare
-butoane pentru ,,semnal de alarmă" plasate pe tunelurile de cablu ale corpurilor de iluminat
-cabină semi-inchisă din plăci de melamina - imitație lemn - fixate pe suport de fier, cu aerisiri la bază
-cutie de viteze automată pe unele vehicule
A existat o singură variantă constructive ale acestu model: varianta urbană - prevăzută cu 4 uși și scaune confecționate din placaj. A fost fabricat și ca troleibuz sub numele de DAC 112EM, fiind echipat cu motor electric TN-76.